# EP u hokeju na travi za žene 2007., razred Trophy
Europsko prvenstvo u hokeju na travi za žene 2007., razreda "Trophy" (drugi jakosni razred) se održalo u Litvi, u Šiauliaiju.
Održalo se u razdoblju od 2. do 7. rujna 2007.

## Sudionice
Sudionice su bile u skupini "A": Francuska, Belgija, Bjelorusija i Austrija.

Sudionice su bile u skupini "B": Škotska, Rusija, Litva i Češka.

## Natjecateljski sustav
Natjecanje se održava u dva dijela.

U prvom dijelu se djevojčadi natječu u skupinama, u kojima se igra po jednostrukom ligaškom sustavu. 

U drugom dijelu se djevojčadi iz dviju skupina igraju unakriž u borbi za poredak.

Prve dvije djevojčadi iz obiju skupina odlaze u borbu za viši poredak i osvajanje prva dva mjesta, koja daju pravo sudjelovanja višem natjecateljskom razredu na idućem europskom prvenstvu. 

Djevojčadi koje izgube u poluzavršnici, odlaze u borbu za 3. mjesto, a pobjednice su osigurale promicanje u viši razred. Također, i pobjednice igraju za poredak, za 1. mjesto.

Zadnje dvije djevojčadi iz obiju skupina odlaze u borbu za poredak od 5. do 8. mjesta. Te četiri djevojčadi tvore skupinu "C", u kojoj igraju međusobno po jednostrukom ligaškom sustavu, a ishodi međusobnih susreta iz prvog dijela se prenose.

## Rezultati

### Natjecanja za poredak

#### Skupina "A"
| Djevojčad   | Ut | Pb | N | Pz | Pri | Pos | Bod |
| ----------- | -- | -- | - | -- | --- | --- | --- |
| Bjelorusija | 3  | 2  | 0 | 1  | 14  | 4   | 6   |
| Belgija     | 3  | 2  | 0 | 1  | 13  | 6   | 6   |
| Francuska   | 3  | 2  | 0 | 1  | 9   | 5   | 6   |
| Austrija    | 3  | 0  | 0 | 3  | 2   | 23  | 0   |

| 2. rujna | Francuska   | Austrija    | 5 : 1 | (3 : 0) |
|          | Bjelorusija | Belgija     | 4 : 1 | (1 : 1) |
| 3. rujna | Francuska   | Bjelorusija | 2 : 1 | (1 : 1) |
|          | Belgija     | Austrija    | 9 : 0 | (3 : 0) |
| 5. rujna | Belgija     | Francuska   | 3 : 2 | (2 : 1) |
|          | Bjelorusija | Austrija    | 9 : 1 | (2 : 0) |

Nakon 2. kola, u međusobnom susretu su Belgija i Francuska odlučivale za prolazak u poluzavršnicu.

#### Skupina "B"
| Djevojčad | Ut | Pb | N | Pz | Pri | Pos | Bod |
| --------- | -- | -- | - | -- | --- | --- | --- |
| Škotska   | 3  | 3  | 0 | 0  | 10  | 5   | 9   |
| Rusija    | 3  | 1  | 1 | 1  | 6   | 4   | 4   |
| Litva     | 3  | 1  | 1 | 1  | 5   | 5   | 4   |
| Češka     | 3  | 0  | 0 | 3  | 5   | 12  | 0   |

| 2. rujna | Škotska | Češka   | 4 : 2 | (3 : 2) |
|          | Litva   | Rusija  | 0 : 0 | (0 : 0) |
| 4. rujna | Rusija  | Češka   | 5 : 1 | (2 : 0) |
|          | Litva   | Škotska | 2 : 3 | (2 : 1) |
| 5. rujna | Škotska | Rusija  | 3 : 1 | (2 : 0) |
|          | Litva   | Češka   | 3 : 2 | (1 : 2) |

### 2. dio - natjecanja za poredak
| Djevojčad | Ut | Pb | N | Pz | Pri | Pos | Bod |
| --------- | -- | -- | - | -- | --- | --- | --- |
| Francuska | 3  | 3  | 0 | 0  | 8   | 2   | 9   |
| Litva     | 3  | 2  | 0 | 1  | 6   | 3   | 6   |
| Češka     | 3  | 1  | 0 | 2  | 7   | 5   | 3   |
| Austrija  | 3  | 0  | 0 | 3  | 1   | 12  | 0   |

| Za 5. do 8. mjesto - skupina "C"      | Za 5. do 8. mjesto - skupina "C"      | Za 5. do 8. mjesto - skupina "C"      |               |
| Prenose se rezultati iz prvog dijela. | Prenose se rezultati iz prvog dijela. | Prenose se rezultati iz prvog dijela. |               |
| ------------------------------------- | ------------------------------------- | ------------------------------------- | ------------- |
| 7. rujna                              | Litva                                 | Austrija                              | 3 : 0 (1 : 0) |
|                                       | Francuska                             | Češka                                 | 2 : 1 (1 : 0) |
|                                       |                                       |                                       |               |
| 8. rujna                              | Češka                                 | Austrija                              | 4 : 0 (0 : 0) |
|                                       | Litva                                 | Francuska                             | 0 : 1 (0 : 1) |

### Borba za viši natjecateljski razred
| Poluzavršnica | Poluzavršnica | Poluzavršnica |               |
| ------------- | ------------- | ------------- | ------------- |
| 16. rujna     | Škotska       | Belgija       | 2 : 0 (1 : 0) |
|               | Rusija        | Bjelorusija   | 2 : 1 (1 : 0) |
| Za 3. mjesto  |               |               |               |
| 17. rujna     | Belgija       | Bjelorusija   | 4 : 1 (3 : 1) |
| Završnica     |               |               |               |
| 17. rujna     | Škotska       | Rusija        | 3 : 1 (1 : 0) |

## Konačna ljestvica
| Mj. | Država      |
| --- | ----------- |
| 1.  | Škotska     |
| 2.  | Rusija      |
| 3.  | Belgija     |
| 4.  | Bjelorusija |
| 5.  | Francuska   |
| 6.  | Litva       |
| 7.  | Češka       |
| 8.  | Austrija    |

Škotska i Rusija su izborile sudjelovanje u višem natjecateljskom razredu, razredu "Championship".
Češka i Austrija su ispale u niži natjecateljski razred, razred "Challenge".